# Марискаль-Лусурьяга
Марискаль-Лусурьяга (исп. Provincia de Mariscal Luzuriaga, кечуа Pisqupampa pruwinsya) — одна из 20 провинций перуанского региона Анкаш. Площадь составляет 730,58 км². Население по данным на 2007 год — 23 292 человек. Плотность населения — 31,88 чел/км². Столица — город Пискобамба.

## География
Расположена в северо-восточной части региона. Граничит с провинциями: Помабамба (на севере), Юнгай (на западе и юго-западе), Карлос-Фермин-Фицкарральд (на юге) и с регионом Уануко (на востоке).

## Административное деление
В административном отношении делится на 8 районов:
- Пискобамба
- Каска
- Элеасар-Гусман-Баррон
- Фидель-Оливас-Эскудеро
- Льяма
- Льюмпа
- Мусга
- Лукма